# فلسفتنا
كتاب فلسفتنا هو أحد مؤلفات محمد باقر الصدر، المفكر والفيلسوف الإسلامي. ألّفه في العقد الثالث من عمره عام 1959م، تناول فيه دراسة موضوعية لمعترك الصراع الفكري القائم بين مختلف التيارات الفلسفية وخاصةً الفلسفة الإسلامية والفلسفة الماركسية التي كانت تنتشر بحدة في أوساط العراقيين.

## حول المؤلف
محمد باقر الصدر، هو مفكر وفيلسوف إسلامي، بدأ حياته العلمية في عقده الأول، واتقن كثيرا من مقدمات العلوم في هذه المرحلة، وفي الحادية عشر من عمره درس علم المنطق وفي نفس الفترة ألّف رسالة في المنطق يحتوي علی مؤاخذات عديدة لكتب منطقية مختلفة. وكان توقّد ذهنه يجعله قادرا علی فهم أكثر كتب المقدمات والسطوح بدون مدرس.
درس معالم الاصول في اوائل السنة الثانية عشر من عمره علی يد اخيه. ثم هاجر إلی مدينة نجف وعكف علی دراسة الفقه والاصول ومختلف العلوم الإسلامية وكان يبذل كل وقته في مجالات الجهد العلمي حيث أكمل دراسة السطوح بفترة قياسية واستطاع ان يصل الی درجة الاجتهاد المطلق وهو في آخر العقد الثاني من عمره.
له مؤلفات عديدة في مختلف المجالات الفقه والاصول والفلسفة والاقتصاد والاجتماع والتاريخ والقانون، ولكن يعدّ كتابي اقتصادنا وفلسفتنا، واللذين صدرا في أوائل الستينات، ومن بعدهما كتاب الأسس المنطقية للاستقراء من المراجع الرئيسية التي جمعت أفكاره ومعارفه في مجالات الفلسفة والعقيدة والاقتصاد.

## سبب التأليف
بعد انقلاب عبد الكريم قاسم عام 1958 م، دخلت الشيوعية الماركسية كثيرًا في العراق والعالم العربي، وقد انتشرت الشعارات الماركسية 
والأفكار الشيوعية بشكل واسع، وقد توسعت نشاطاتهم الفكرية، وذلك أدی إلی فتح سجالات ساخنة وعنيفة مع الإسلاميين.
فقام المفكر محمد باقر الصدر بتأليف كتاب فلسفتنا استجابةً لتلك الوضعيات، وتحدياً للأفكار الشيوعية والماركسية، وهو كتاب يشمل علی دراسات موضوعية لأهم الأسس الفلسفية التي تقوم عليها الفلسفة الماركسية الوضعية المنطقية، مع نسفها من الأساس وإبراز قوة الفلسفة الإسلامية بتفسير الكون والحياة

## مكانة الكتاب
انتشر كتاب فلسفتنا بشكل واسع في العالم الإسلامي ويمكن اعتباره من أقوى وأعمق ما صدر عن المفكرين الإسلاميين في نقد وتحليل الأسس الفلسفية والعلمية التي ترتكز عليها الماركسية.
و قد قرّض هذا الكتاب عدد كبير من مفكري العالم الإسلامي، يقول العلامة الشيخ محمد جواد مغنية:«و في عقيدتي أن كتاب فلسفتنا لو ترجم إلي اللغات الأجنبية لكان له شأن وأي شأن ولقال أهل الشرق وأهل الغرب إن جامعة النجف أقوی خصم عرفه الماديون علی الإطلاق».
ويقول الدكتور سليمان دنيا، كاتب ومفكر وأكاديمي مصري:«... وفي هذا المقام يحلو لي أن أشير إلى مفخرة من مفاخر المسلمين يحق أن نعتز ونفتخر بها، تلكم هي: كتب السيد محمد باقر الصدر التي ما أظن أن الزمن قد جاء بمثلها في مثل هذه الظروف التي وجدت فيها. لقد أنتجت عبقريته الفذة الكتب الآتية: «فلسفتنا» و«اقتصادنا». تلكم الكتب التي تعرض عقيدة الإسلام، ونظم معاملاته عرضاً تبدو إلى جانبه الآراء التي تشمخ بها أنوف الكفر والملاحدة من الغربيين وأذنابهم من ينتسبون إلى الإسلام وهو منهم براء، وكأنهم فقاعات قد طفت على سطح الماء ثم لم تلبث أن اختفت وكأنها لم توجد».

## محتوی الكتاب
يتناول الكتاب دراسة موضوعية لمعترك الصراع الفكري القائم بين المدارس الفلسفيّة الحديثة وخاصة الفلسفة الإسلامية والمادية الماركسية.
ففي المقدمة من الكتاب يتحدث المؤلف عن المذاهب التي هي سائدة في مسيرة الفكر الأنساني کالمذهب الديمقراطي الرأسمالي، والمذاهب الأشتراكية والماركسية والشيوعية، والمذهب الأسلامي. وهو يقوم بعرض الفلسفة الإسلامية عبر نقده للأفكار الرأسمالية والماركسية.
وقد تطرق المؤلف إلى شرح أنواع النظم الاجتماعية في العالم مثل النظام الرأسمالي والنظام الديمقراطي والنظام الاشتراكي والنظام الإسلامي. ثم تناول بعض المذاهب الفلسفية كالمذهب العقلي والمذهب التجريبي، مشيراً إلى ان الماركسية أخذت بالمذهب التجريبي، الذي وجه له المؤلف انتقادات علمية مركزة وذلك على ضوء آراء كثير من الفلاسفة العالميين وقد بيّن تناقض النظرية الماركسية مع عموم الفكر الفلسفي العالمي والإسلامي.
ثم یتناول السید الصدر مواضيع فلسفية مختلفة بعناوين متنوعة وذلك مع شرحه المفصل لهذه المواضيع،
ومن النظريات الفلسفية التي تناولها هي نظرية المعرفة ومصادرها ونظرية الاستذكار الأفلاطونية والنظريات العقلية والنظرية الحسية ونظرية الانتزاع.